# Promiscuità (singolo)
Promiscuità è un singolo del gruppo musicale italiano Thegiornalisti, pubblicato il 26 maggio 2014 come primo estratto dal terzo album in studio Fuoricampo.

## Tracce
Testi e musiche di Tommaso Paradiso.
1. Promiscuità – 3:30

## Formazione
Gruppo
- Tommaso Paradiso – voce, tastiera, sintetizzatore
- Marco Antonio "Rissa" Musella – chitarra, sintetizzatore
- Marco Primavera – batteria, percussioni, cori